# Maczuga (broń)

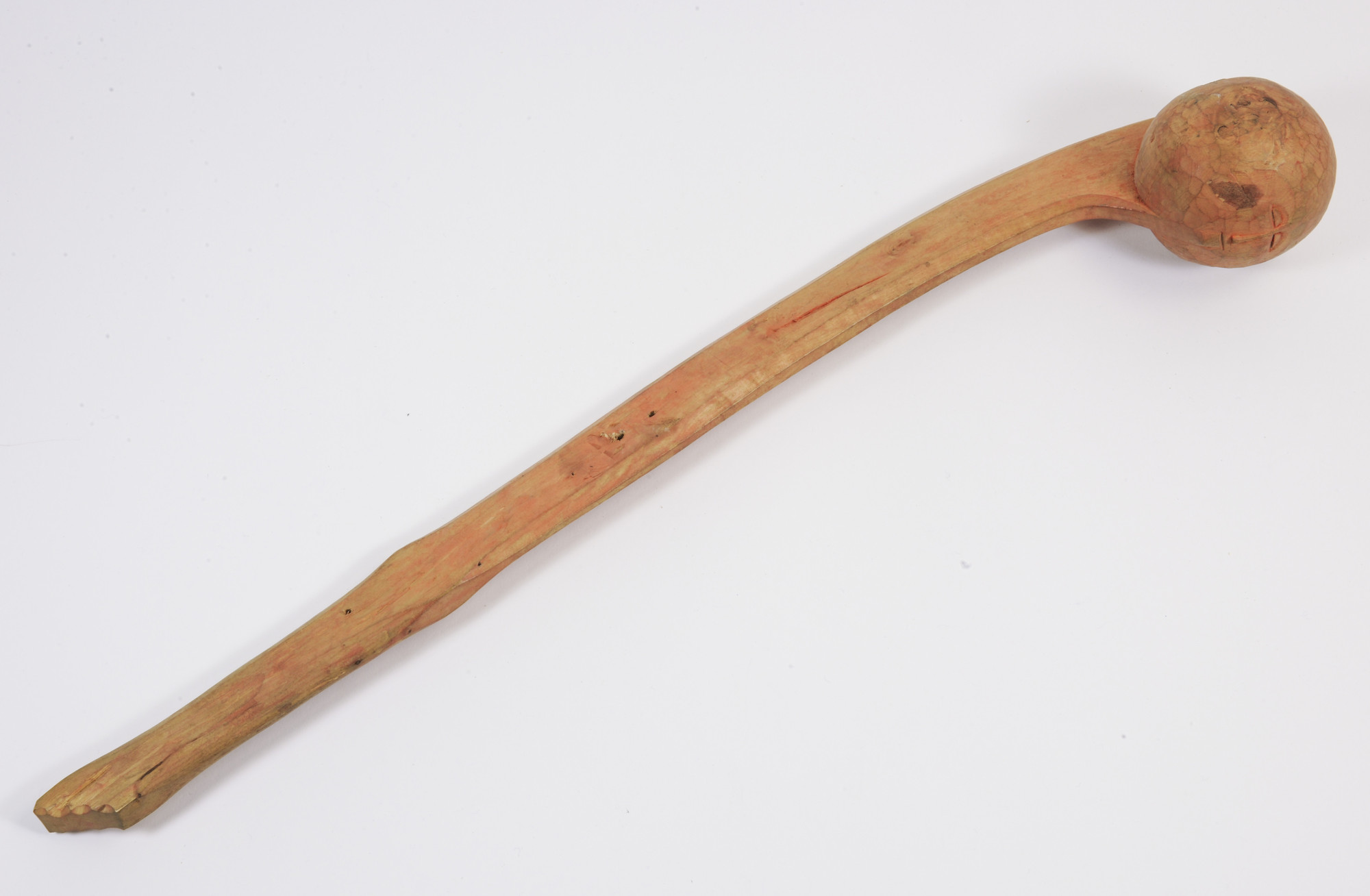
Drewniana maczuga wykonana przez kanadyjskich Indian w XIX wieku

Maczuga (rum. măciucă, łac. matteuca) – jedna z najstarszych broni obuchowych w formie drewnianej pałki rozszerzającej się na jednym końcu. Znana już od paleolitu, rozpowszechniona na wszystkich kontynentach zamieszkiwanych przez człowieka. 

## Charakterystyka
Maczugi wykonywano najczęściej z twardego drewna. W swojej najbardziej prymitywnej formie broń ta przybierała postać grubego sękatego kija rozszerzonego po stronie służącej do zadawania ciosów. W miarę ewolucji, maczugę zaczęto nabijać kamieniami (najczęściej krzemiennymi kolcami) lub metalowymi ćwiekami, a następnie wyposażać w kamienne lub metalowe głowice. Z czasem stała się ona protoplastą bardziej zaawansowanych technologicznie broni obuchowych jak np. wekiera, morgensztern, buzdygan czy buława, a także insygniów jak berło czy piernacz.